# Plectris sculpterata
Plectris sculpterata är en skalbaggsart som beskrevs av Frey 1967. Plectris sculpterata ingår i släktet Plectris och familjen Melolonthidae. Inga underarter finns listade i Catalogue of Life.